# Ne m'oublie pas (chanson de Johnny Hallyday)
Pour les articles homonymes, voir Ne m'oublie pas.
Singles de Canada
Angélina
(1988)
Singles de Johnny Hallyday
J'la croise tous les matins
(1995) Quand le masque tombe
(1995)
Clip vidéo
[vidéo] « Ne m'oublie pas », sur YouTube
Ne m'oublie pas est une chanson écrite et interprétée par le groupe Canada en 1989 (single paru chez Polydor).
En 1995, Johnny Hallyday reprend la chanson sur son album Lorada, auquel collaborent Erick Benzi, Gildas Arzel, Gwenn Arzel, Jacques Veneruso (ex Canada) et auteurs du titre.
En août 1995, environ deux mois après la sortie de l'album, la chanson est parue en single et a atteint la 18e place du Top 50.

## Développement et composition
La chanson a été écrite par Erick Benzi, Gildas Arzel, Gwenn Arzel et Jacques Veneruso. L'enregistrement a été produit par Jean-Jacques Goldman et Erick Benzi.

## Liste des pistes
CD Single — Mercury / Philips 852 142-2 (PolyGram)
1. Ne m'oublie pas (Edit) (4:00)
2. Tout feu, toute femme (4:25)[1]

Maxi 45 tours — Mercury / Philips 2556 (PolyGram)
1. Ne m'oublie pas (4:43)
2. Ne m'oublie pas (Edit) (4:00)

## Classements
| Classement (1995)                       | Meilleure position |
| --------------------------------------- | ------------------ |
| Belgique (Wallonie Ultratop 50 Singles) | 18                 |
| France (SNEP)                           | 18                 |